# Robert Hébras
Robert Hébras, francoski pisatelj in partizan, * 29. junij 1925 v Oradour-sur-Glane, Francija, † 11. februar 2023.
Hébras je eden izmed šestih, ki so preživeli masaker pri Oradour-sur-Glaneu, 10. junija 1944.
Edina preživela ženska tega množičnega umora, ki se je dogodil v Franciji v času po vojni, ki je postal nationalni vzorec za NSovske zločine, se imenuje Marguerite Rouffanche. Le ona je lahko zbežala iz cerkve, ki je postala smrtna past za 207 otrok in 254 ženski, kateri so bili zadušeni oz. zažgani od SSa.
Skupaj z Robertom Hébrasom je preživelo le šest civilnih moških oboroženo eksekutivo: Jean-Marcel Darthout, Mathieu Borie, Clément Broussaudier, Yvon Roby in Pierre-Henri Poutaraud. Ti so se delali mrtve in ostali ležati, v skednju Laundy, deloma skriti pod trupli njihovih tovarišov. Niso se premikali, ker so pripadniki SS hodili po kupu trupel in vsakega ustrelili, ki se je še premikal. Četrt ure po usmrtitvah, je SS zažgal skedenj, da bi odstranili vse sledove masakra. Pierre-Henri Poutaraud je zbežal prezgodaj iz ognja, nakar ga je neki vojak SSa ustrelil v glavo, blizu pokopališča. 
Preostalih pet moških je ostalo, zaradi strahu pred smrtjo, ležati pod gorečimi trupli, dokler niso sami začeli goreti. Robert Hébras: «Moja leva roka in moji lasje so že goreli. Zelo hudo je bolelo in zaradi tega sem moral hitro iz skednja ven.» Trije od petih mož, katerim je uspel beg iz že goreče vasi, so bili hudo ranjeni od pušknih krogel, med temi je bil Robert Hébras. Ena metka je ostala v njegovi nogi, druga pa je oplazila njegovo zapestje.
Polovica družine Hébras – mati Marie, 9-letna hči Denise, kakor tudi 22-letna hči Georgette – so umrle pri uničenju Oradoursa. Razen sin Robert Hébras, je preživel le njegov oče, ki je tisti dan slučajno pomagal nekemu kmetu in ni bil v vasi, ob času masakra. Tudi najstarejša hči Leni, ki je bila že poročena in živela v drugem kraju, je preživela.
Po 10. juniju 1944 je Robert Hébras aktivno sodeloval pri uporu proti nacionalnemu socializmu in se bojeval v zadnjem letu vojne na strani francoske Résistance. Leta 1983 je bil priča, v takratni NDR, pri sodbenem procesu proti nekem morilcu od Oradoura – Heinz Barth – leta 2003 je bil o tem posnet dokumentarni film z naslovom »Begegnung mit Robert Hébras - Auf den Spuren ausgelöschten Lebens« od nemškega producenta Bodo Kaiserja.
Posebne zasluge za spomine o nacionalnem socializmu ima Robert Hébras, zaradi svojega angažmaja, kot priča časa in knjižni avtor. V svojem življenju se je prejšnji uporniški bojevalec zavzemal za pobotanje med Nemčijo in Francijo. Kljub visoki starosti vodi Robert Hébras še danes ljudi po ruševinah domače mučeniške vasi. Na razpolago je mladim ljudem – posebej učencem, študentom, prostovolcem ter spominskim delavcem – za pogovore in videoprojekte in dela še danes aktivno v Centre de la mémoire.
Dodatno je že dolga leta predsednik nacionalne združitve mučeniških družin in tudi skupščine nekdanjih udeležencev vojne v Oradouru.
Robert Hébras je poročen, ima sina in tri vnuke, ter živi v Saint-Junienu blizu Oradoura. Razen Jean-Marcel Darthouta je edini živeči človek, ki je ušel masakru od Oradoura. 
17. marca 2008 bo Robert Hébras odlikovan od avstrijskega spominskega dela z Austrian Holocaust Memorial Award. Laudacijo bo imel poslanec Hubert Heiss.